# Strategia Bezpieczeństwa Narodowego
Strategia Bezpieczeństwa Narodowego dziedzina strategii narodowej, będąca teorią i praktyką ukierunkowaną na przygotowanie i wykorzystanie potencjału państwa dla osiągnięcia celu przeciwdziałania wszelkim zagrożeniom jego bytu i rozwoju, ujmowanym w skali ogólnej i mającym długotrwały charakter.

## Historia
Po zakończeniu II wojny światowej w 1945 roku, świat wszedł w nową erę, w której zmieniły się zarówno układy polityczne, jak i militarne. Powstanie Organizacji Narodów Zjednoczonych (ONZ) miało na celu promowanie pokoju i bezpieczeństwa na świecie, jednak napięcia między Stanami Zjednoczonymi a Związkiem Radzieckim szybko doprowadziły do rozpoczęcia konfliktu. Zimna wojna, trwająca od końca lat 40. do początku lat 90. XX wieku, była okresem intensywnej rywalizacji politycznej, militarnej i ideologicznej między dwoma supermocarstwami: Stanami Zjednoczonymi i Związkiem Radzieckim. W odpowiedzi na rosnące napięcia, w 1949 roku powstała Organizacja Traktatu Północnoatlantyckiego (NATO), której celem było zapewnienie wspólnej obrony państw członkowskich przed zagrożeniami zewnętrznymi. W 1955 roku Związek Radziecki i jego sojusznicy utworzyli Układ Warszawski, który miał na celu przeciwdziałanie wpływom NATO w Europie Wschodniej. Te dwa bloki militarne stały się głównymi graczami na arenie międzynarodowej, a ich rywalizacja wpłynęła na kształtowanie strategii bezpieczeństwa narodowego wielu państw.
W tym okresie wiele państw zaczęło opracowywać strategie bezpieczeństwa narodowego, aby chronić swoje interesy w obliczu potencjalnych zagrożeń militarnych i politycznych. Strategie te obejmowały zarówno działania defensywne, jak i ofensywne, a także współpracę międzynarodową w celu zapewnienia stabilności i pokoju.

## Główne obszary
Obrona narodowa – element strategii bezpieczeństwa narodowego. Obejmuje działania mające na celu ochronę terytorium państwa, jego ludności oraz infrastruktury krytycznej przed zagrożeniami zewnętrznymi.
Bezpieczeństwo wewnętrzne – obejmuje działania mające na celu zapewnienie porządku publicznego, zwalczanie przestępczości oraz ochronę obywateli przed zagrożeniami wewnętrznymi, takimi jak terroryzm czy przestępczość zorganizowana.
Współpraca międzynarodowa w zakresie cyberbezpieczeństwa – obejmuje ochronę systemów informacyjnych, danych oraz infrastruktury krytycznej przed cyberatakami i innymi zagrożeniami związanymi z cyberprzestrzenią w ramach współpracy z innymi państwami oraz organizacjami międzynarodowymi w celu zapewnienia bezpieczeństwa globalnego i regionalnego.